# Volby do Knesetu 2022
Volby do 25. Knesetu se konaly 1. listopadu 2022 v Izraeli. Výsledky ukázaly, že pravicový blok bývalého premiéra Benjamina Netanjahua získal parlamentní většinu, zatímco levicové a arabské strany ztratily a krajně pravicové strany získaly. Po parlamentních volbách v roce 2021 byly další volby původně naplánovány nejpozději na 11. listopadu 2025 podle čtyřletého funkčního období stanoveného Základním zákonem: Vláda. Třicátá šestá vláda, vláda národní jednoty vytvořená mezi osmi politickými stranami, měla ve 120členném Knesetu nejtěsnější možnou většinu (61 mandátů). V dubnu 2022 z vládní koalice vystoupila Idit Silman, čímž vládní koalice ztratila většinu.
Po několika legislativních porážkách vládní koalice v Knesetu oznámili 20. června 2022 premiér Naftali Bennett a alternující premiér Ja'ir Lapid předložení návrhu zákona o rozpuštění Knesetu, který byl schválen 30. června. Současně se v souladu s dohodou o rotaci, která byla součástí koaliční smlouvy na rok 2021, stal Lapid premiérem a vykonává funkci dočasného premiéra až do voleb, které se uskuteční 1. listopadu.
V kontextu izraelské politické krize 2019–2022 se jednalo o páté parlamentní volby za poslední téměř čtyři roky, neboť od roku 2019 nebyla žádná strana schopna vytvořit stabilní koalici. Do těchto voleb se zaregistrovalo 40 politických stran, pouze 10 jich však překonalo 3,25% klauzuli pro získání mandátů.

## Pozadí
Dlouhé období politické patové situace, které vedlo k volbám, bylo výsledkem čtyř neúspěšných voleb (duben 2019, září 2019, 2020 a 2021). V dubnu a září 2019 nedokázali ani tehdejší premiér Benjamin Netanjahu, ani předseda hlavní opoziční strany Kachol lavan Binjamin Ganc shromáždit 61člennou vládní většinu, což vedlo k novým volbám. Ty v březnu 2020 vyústily ve vytvoření vlády národní jednoty mezi Netanjahuem a Gantzem, která se v prosinci rozpadla v důsledku rozpočtového sporu, což vedlo k dalším volbám v březnu 2021. Volby v roce 2021 vedly k vytvoření další vlády národní jednoty mezi osmi politickými stranami, přičemž premiérem se stal předseda strany Jamina Naftali Bennett a alternujícím premiérem se stal předseda Ješ atid Ja'ir Lapid. Bennett a Lapid se dohodli, že se po dvou letech ve svých funkcích vystřídají, přičemž Lapid se stane premiérem a Bennett alternujícím premiérem.
Po sestavení vlády v červnu 2021 měla vláda v Knesetu 61 křesel (všichni poslanci Knesetu z koaličních stran kromě Amichaje Sikliho z Jaminy). Dne 6. dubna 2022 vystoupila z koalice poslankyně Knesetu za Jaminu Idit Silman, čímž vládní koalice ztratila v Knesetu většinu. Dne 19. května vystoupila z koalice poslankyně Knesetu za Merec Ghajda Rínáwí Zuabí, která tvrdila, že vláda zaujala tvrdý postoj k izraelsko-palestinským otázkám, a snížila tak počet křesel koalice na menšinu 59 poslanců. O tři dny později se do koalice vrátila, ale 7. června se připojila k opozici při hlasování o návrhu zákona, který by obnovil platnost izraelského práva v osadách na Západním břehu Jordánu, jehož platnost měla vypršet v červenci. Návrh zákona podpořila vláda. Dne 13. června opustil koalici poslanec Knesetu za Jaminu Nir Orbach s odůvodněním, že levicoví členové koalice ji drží jako rukojmí.
Dne 20. června Bennett a Lapid ve společném prohlášení oznámili předložení návrhu zákona o rozpuštění Knesetu a uvedli, že Lapid se po rozpuštění stane prozatímním premiérem. Rozpuštěním Knesetu se automaticky posunulo datum vypršení platnosti nařízení na 90 dní po sestavení příští vlády. Návrh zákona o rozpuštění Knesetu prošel prvním čtením 28. června. Třetím čtením prošel 29. června a datum voleb bylo stanoveno na 1. listopadu 2022. Bennett se rozhodl odejít z politiky a neusilovat o znovuzvolení; 29. června rezignoval na funkci předsedy strany Jamina a jeho nástupkyní se stala Ajelet Šakedová.
V souladu s koaliční dohodou vystřídal 30. června Bennetta ve funkci dočasného premiéra Lapid.

## Volební systém
Volební klauzule pro volby je 3,25 %. Dvě strany mohou podepsat dohodu o přebytku hlasů, která jim umožní soutěžit o zbylá křesla, jako by kandidovaly společně na jedné listině.

## Strany

### Veřejné vyjádření zájmu
- Ale jarok[37]
- Bývaly poslanec Knesetu za Jisra'el bejtenu Eli Avidar oznámil založení nové strany s názvem Svobodný Izrael (Jisra'el Chofšit).[38]
- Ajelet Šakedová z Jaminy a Jo'az Hendel z Derech erec spojili své strany do jedné kandidátní listiny s názvem Ha-Ruach ha-cijonit (doslova Sionistický duch).[39]
- Kachol lavan a Nová naděje[40]
- Itamar Ben Gvir z Ocma jehudit a Becal'el Smotrič z Tkumy jednají o sloučení svých stran do jedné kandidátní listiny.[41]
- Židovský domov bude kandidovat.[42]
- Ta'al se 17. července 2022 zavázal, že zůstane součástí Sjednocené kandidátky.[43]
- Ceirim boarim (doslova Hořící mládež).[44]

## Volby představenstva a primárky
V některých stranách proběhnou před volbami volby představenstva, které určí vedoucí představitele strany. Některé strany budou před celostátními volbami pořádat primární volby, aby určily složení stranické kandidátní listiny.

### Balad
Předseda strany Balad Sámí Abú Šeháde získal další funkční období v čele strany v hlasování členů strany 6. srpna 2022.

### Chadaš
Chadaš uspořádá stranické primárky 13. srpna.

### Strana práce
Dne 18. července 2022 se konaly primární volby představenstva Strany práce, v nichž předsedkyně strany Merav Micha'eli porazila generálního tajemníka strany Erana Chermoniho.
Stranické primárky se budou konat 9. srpna.

### Likud
Benjamin Netanjahu nečelil vyzyvateli v boji o vedení strany. Bývalý ministr zdravotnictví a předseda Knesetu, poslanec Knesetu za Likud Juli-Joel Edelstein původně prohlásil, že hodlá Netanjahua v roce 2021 vyzvat, ale koncem června 2022 oznámil, že tak neučiní. Netanjahu čelil vnitrostranické výzvě ve vedení naposledy v roce 2019, kdy s velkým náskokem porazil Gid'ona Sa'ara (Sa'ar poté v roce 2020 opustil Likud a založil vlastní stranu). Plánované primárky ve vedení strany byly 19. července 2022 zrušeny, protože se o ně kromě Netanjahua nikdo neucházel.
Likud je jednou z několika izraelských stran, které umožňují svým členům určovat část stranické kandidátní listiny. Kandidátní listina Likudu se skládá z kandidátů vybraných čtyřmi způsoby: celostátními primárními volbami, regionálními zástupci (vybíranými z 10 regionů), místy vyhrazenými pro menšiny a místy obsazenými vůdcem strany (Netanjahuem). Primárky se budou konat 10. srpna. Mezi uchazeči jsou Netanjahuův ekonomický poradce Avi Šimchon, bývalý krajně pravicový poslanec Knesetu Moše Feiglin a bývalý poslanec Knesetu Ajúb Kará. Výbor strany přesunul místo pro menšiny na nízkou pozici na stranickém seznamu (č. 44), takže je nepravděpodobné, že by kandidát vybraný na toto místo byl zvolen. Tento krok rozzlobil Drúzy, včetně poslance Knesetu za Likud Fatína Muly, který v současné době obsazuje místo pro menšiny.

### Merec
Ja'ir Golan 6. července 2022 oznámil, že bude kandidovat v primárkách do představenstva Merecu a vyzve současného předsedu Nicana Horowitze. Horowitz 12. července oznámil, že ve volbách do představenstva nebude kandidovat. Volební výbor strany zvolil 23. srpen jako datum stranických primárek a primárek představenstva. Bývalá předsedkyně strany Zahava Gal-On oznámila 19. července, že bude rovněž kandidovat.

### Tkuma
Tkuma uspořádá své primárky digitálně 23. srpna 2022. Uzávěrka kandidátů je 2. srpna.

### Ta'al
Ta'al uspořádá stranické primárky 27. srpna.

### Sjednocená arabská kandidátka
Mansúr Abbás byl 6. srpna 2022 schválen na další funkční období jako předseda strany Sjednocená arabská kandidátka.

## Složení Knesetu před volbami
V následující tabulce jsou uvedeny parlamentní frakce zastoupené ve 24. Knesetu.
| Název                         | Ideologie                    | Symbol | Hlavní voliči                                           | Předseda           | Výsledky 2021 | Výsledky 2021 | V době rozpuštění |
| Název                         | Ideologie                    | Symbol | Hlavní voliči                                           | Předseda           | Hlay (%)      | Křesla        | V době rozpuštění |
| ----------------------------- | ---------------------------- | ------ | ------------------------------------------------------- | ------------------ | ------------- | ------------- | ----------------- |
| Likud                         | národní liberalismus         | מחל    | –                                                       | Benjamin Netanjahu | 24,19 %       | 30/120        | 29/120            |
| Ješ atid                      | liberalismus                 | פה     | –                                                       | Ja'ir Lapid        | 13,93 %       | 17/120        | 17/120            |
| Šas                           | náboženský konzervatismus    | שס     | sefardští Židé a charedim Mizrachim                     | Arje Deri          | 7,17 %        | 9/120         | 9/120             |
| Kachol lavan                  | sociální liberalismus        | כן     | –                                                       | Binjamin Ganc      | 6,63 %        | 8/120         | 8/120             |
| Jamina                        | národní konzervatismus       | ב      | –                                                       | Ajelet Šakedová    | 6,21 %        | 7/120         | 6/120             |
| Strana práce                  | sociální demokracie          | אמת    | –                                                       | Merav Micha'eli    | 6,09 %        | 7/120         | 7/120             |
| Sjednocený judaismus Tóry     | náboženský konzervatismus    | ג      | charedim Aškenázové                                     | Moše Gafni         | 5,63 %        | 7/120         | 7/120             |
| Jisra'el bejtenu              | nacionalismus sekularismus   | ל      | rusky mluvící                                           | Avigdor Lieberman  | 5,63 %        | 7/120         | 7/120             |
| Tkuma                         | náboženský sionismus         | ט      | izraelští osadníci, moderní ortodoxní a Chardal Židé    | Becal'el Smotrič   | 5,12 %        | 5/120         | 6/120             |
| Ocma jehudit                  | kahanismus                   | ט      | –                                                       | Itamar Ben Gvir    | 5,12 %        | 1/120         | 1/120             |
| Sjednocená kandidátka         | catch-all party zájmy menšin | ודעם   | izraelští Arabové                                       | Ajman Ode          | 4,82 %        | 6/120         | 6/120             |
| Nová naděje                   | národní liberalismus         | ת      | –                                                       | Gid'on Sa'ar       | 4,74 %        | 6/120         | 6/120             |
| Merec                         | sociální demokracie          | מרצ    | –                                                       | Nican Horowitz     | 4,59 %        | 6/120         | 6/120             |
| Sjednocená arabská kandidátka | islámská demokracie          | עם     | Izraelští arabští sunnitští muslimové, negevští Beduíni | Mansúr Abbás       | 3,79 %        | 4/120         | 4/120             |
| nestraník                     |                              | –      | –                                                       | Amichaj Sikli      | N/A           | N/A           | 1/120             |

## Poslanci odcházející z politiky
V následující tabulce jsou uvedeni všichni poslanci Knesetu, kteří nebudou znovu kandidovat.
| Strana                        | Politik             | Rok prvního zvolení |
| Likud                         | Juval Steinitz      | 1999                |
| Merec                         | Ísaví Farídž        | 2021                |
| Merec                         | Ghajda Rínáwí Zuabí | 2021                |
| Merec                         | Tamar Zandberg      | 2013                |
| Nová naděje                   | Benny Begin         | 2021                |
| Sjednocená arabská kandidátka | Mazín Ghnaím        | 2013                |
| Jamina                        | Naftali Bennett     | září 2019           |

## Výsledky

Rozložení mandátů v Knesetu po volbách 2022.

Výsledky voleb byly zveřejněny 9. listopadu. Zvítězil pravicový Likud s 23,41 % hlasů. Likudem vedený blok pravicových a náboženských stran měl ve 120členném Knesetu většinu 64 hlasů..
Po volbách vznikla šestá vláda Benjamina Netanjahua. Její součástí byly pravicové až krajně pravicové strany: Likud, Šas, Náboženský sionismus (Tkuma-Ocma jehudit-No'am) a Sjednocený judaismus Tóry.
V následující tabulce jsou uvedeny výsledky voleb 2022. Uvedeny jsou jen strany se ziskem nejméně jednoho procenta hlasů.
| Název                         | Výsledky 2022 | Výsledky 2022 | Výsledky 2022 |
| Název                         | Hlasy (%)     | Mandáty       | +/-           |
| ----------------------------- | ------------- | ------------- | ------------- |
| Likud                         | 23,41 %       | 32/120        | +2            |
| Ješ atid                      | 17,79 %       | 24/120        | +7            |
| Tkuma-Ocma jehudit            | 10,84 %       | 14/120        | +8            |
| Státní tábor                  | 9,08 %        | 12/120        | -2            |
| Šas                           | 8,25 %        | 11/120        | +2            |
| Sjednocený judaismus Tóry     | 5,88 %        | 7/120         | —             |
| Jisra'el bejtenu              | 4,48 %        | 6/120         | -1            |
| Sjednocená arabská kandidátka | 4,07 %        | 5/120         | +1            |
| Chadaš–Ta'al                  | 3,75 %        | 5/120         | —             |
| Strana práce                  | 3,69 %        | 4/120         | -3            |
| Merec                         | 3,16 %        | 0/120         | -6            |
| Balad                         | 2,91 %        | 0/120         | -1            |
| Židovský domov                | 1,19 %        | 0/120         | -7            |

Znázornění v grafu:
- Počet hlasů
- Počet mandátů